# 黑崎綠
黑崎綠（日语：／，1958年6月26日—），本名三輪綠，是一名日本著名推理小說作家，畢業於同志社大學。黑崎綠於1989年憑《葡萄酒杯充滿殺意》奪得三得利推理小說大獎進入推理文壇，該作品於1995年被日本放送協會改編成電視劇25歲的夏日美酒殺人事件。